# 聖母子と二人の天使 (ヴェロッキオ)
『聖母子と二人の天使』（せいぼしとふたりのてんし、伊: La Vergine col Bambino e due angeli, 英: The Virgin and Child with Two Angels）あるいは『授乳の聖母』（じゅにゅうのせいぼ、伊: Madonna del Latte）は、イタリアのルネサンス期のフィレンツェの画家・彫刻家アンドレア・デル・ヴェロッキオが1467年から1469年ごろに制作した絵画である。油彩。2人の天使をともなう聖母子を描いた作品で、フィリッポ・リッピの『聖母子と二人の天使』（La Madonna col Bambino e due angeli）の影響がうかがわれる。現在はロンドンのナショナル・ギャラリーに所蔵されている。

## 作品

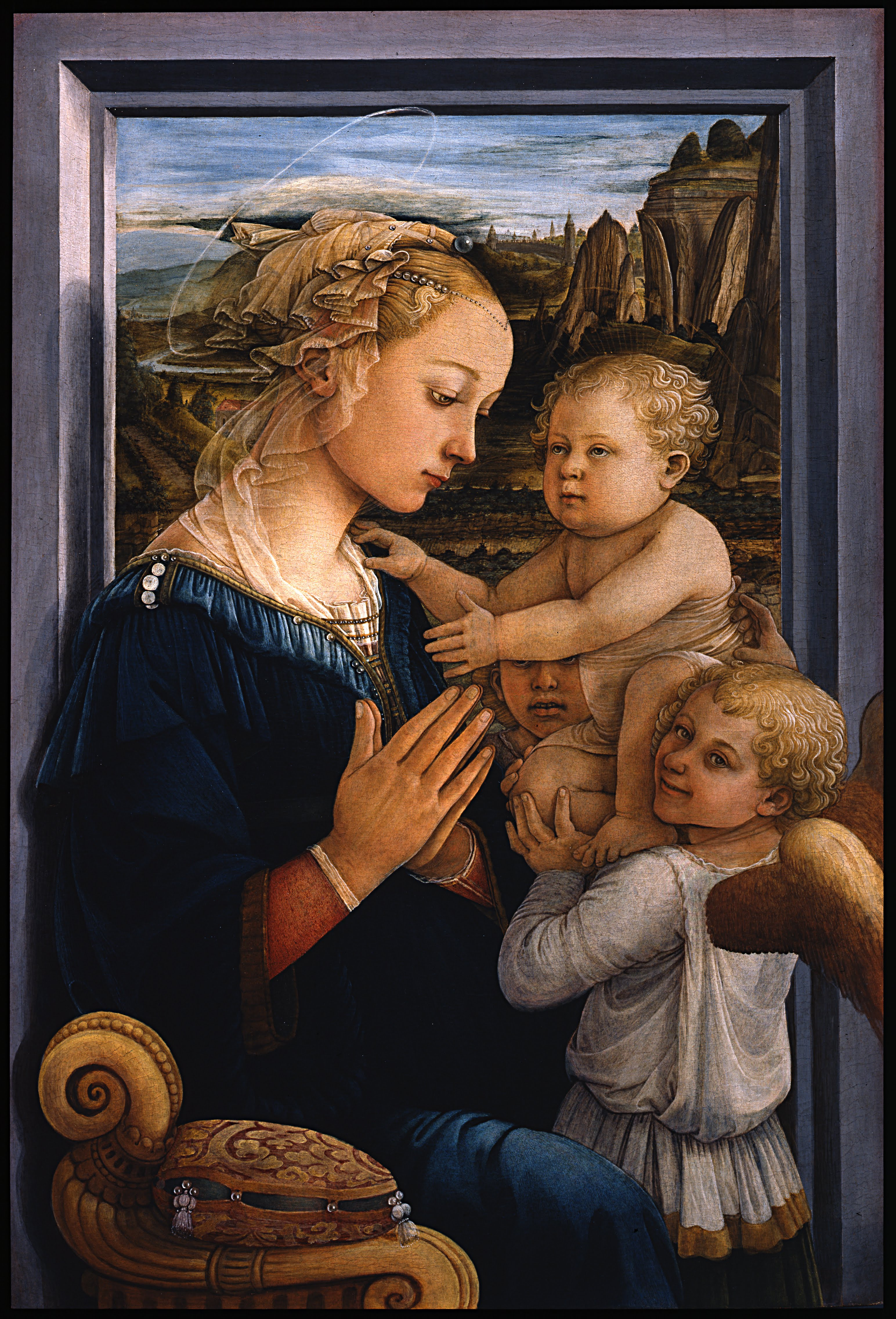
フィリッポ・リッピの『聖母子と二人の天使』。1450年から1465年ごろ。ウフィツィ美術館所蔵。

ヴェロッキオは2人の天使に伴われながら、幼児のイエス・キリストに授乳する聖母マリアを描いている。幼児キリストは2人の天使によって担ぎ上げられ、聖母マリアのもとに近づけている。一方の聖母マリアは授乳のために衣服を開くと、キリストは両腕を伸ばし、右手で聖母マリアの左手の小指をつかんでいる。絵画の最大の焦点は聖母子の間で通い合う視線である。ヴェロッキオは幼子キリストと聖母マリアをおたがいに見つめ合わせることで両者の間の愛情を表現している。聖母マリアは天使たちと同じく高価な衣装に身を包んでいる。聖母の衣装は金糸で刺繡され、貴重な宝石がふんだんに使用されている。聖母は金髪を後頭部でまとめており、半透明のヴェールをかぶっている。画面左端の天使は頭に花輪の冠をかぶり、サテンの光沢がある薄紫色のローブを身にまとっており、暗い色の袖には金糸が織り込まれている。もう1人の天使は画面の中で唯一鑑賞者の側を見つめている。
彼らは室内ではなく中庭にいる。この中庭は多彩な色彩の大理石を用いた高い壁で囲まれている。この中庭はおそらく聖母マリアの処女性を象徴する壁に囲まれた庭園ホルトゥス･コンクルススを表現している。
構図は2人の天使がキリストを抱え上げているフィリッポ・リッピの『聖母子と二人の天使』に基づいている。リッピの作品は15世紀のフィレンツェで人気があったらしく、本作品をはじめ多くの模倣作が知られている。またカポディモンテ美術館に所蔵されているサンドロ・ボッティチェッリの同時期の絵画『聖母子と二人の天使』（La Vergine col Bambino e un angelo）、ナショナル・ギャラリー所蔵のフィリッポ・リッピの模倣者『聖母子と二人の天使』（La Vergine col Bambino e un angelo）とよく似ている。
本作品には彫刻家・金細工師として活動したヴェロッキアの特徴がよく表れている。たとえば、鑑賞者を見つめる天使の顔は、バルジェロ美術館所蔵のヴェロッキオの彫刻『ダヴィデ像』（Il David）のダヴィデの細いアーモンド型の目とよく似ている。画面中央の背景の壁の向こう側に描かれているヤシの木は植物のオブジェのようであり、金細工の彫刻に基づいていると思われる。光輪も光の輪や円盤ではなく、純金製の皿のようである。

## 来歴
絵画はもともと美術収集家ウォルター・ダベンポート・ブロムリー（Walter Davenport Bromley）の有名なコレクションに含まれており、1857年に美術史家グスタフ・フリードリヒ・ワーゲンによってフランチェスコ・ペセリーノに帰属された。その後、絵画はオーストラリア出身の美術収集家ジョージ・ソルティングの手に渡り、彼が死去したのち、20点の初期イタリア絵画の1部として、1910年にナショナル・ギャラリーに遺贈された。

## 帰属
ナショナル・ギャラリーに収蔵された絵画は長年フィレンツェ派の画家による作品と見なされていた。またリッピの聖母画から派生した他の作品と同様に、ボッティチェッリの若いころの作品とされることもあった。この作品がヴェロッキオに帰属されたのは最近のことである。1961年に美術館のキュレーターのマーティン・デイヴィス（Martin Davis）は本作品の様式がヴェロッキオに近いことを指摘したが、品質があまり高くないと判断し、ヴェロッキオやヴェロッキオの工房に帰属しなかった。2009年に汚れたワニスが除去されたのちに、暫定的にヴェロッキオの作品として帰属された。

## ギャラリー
関連作品

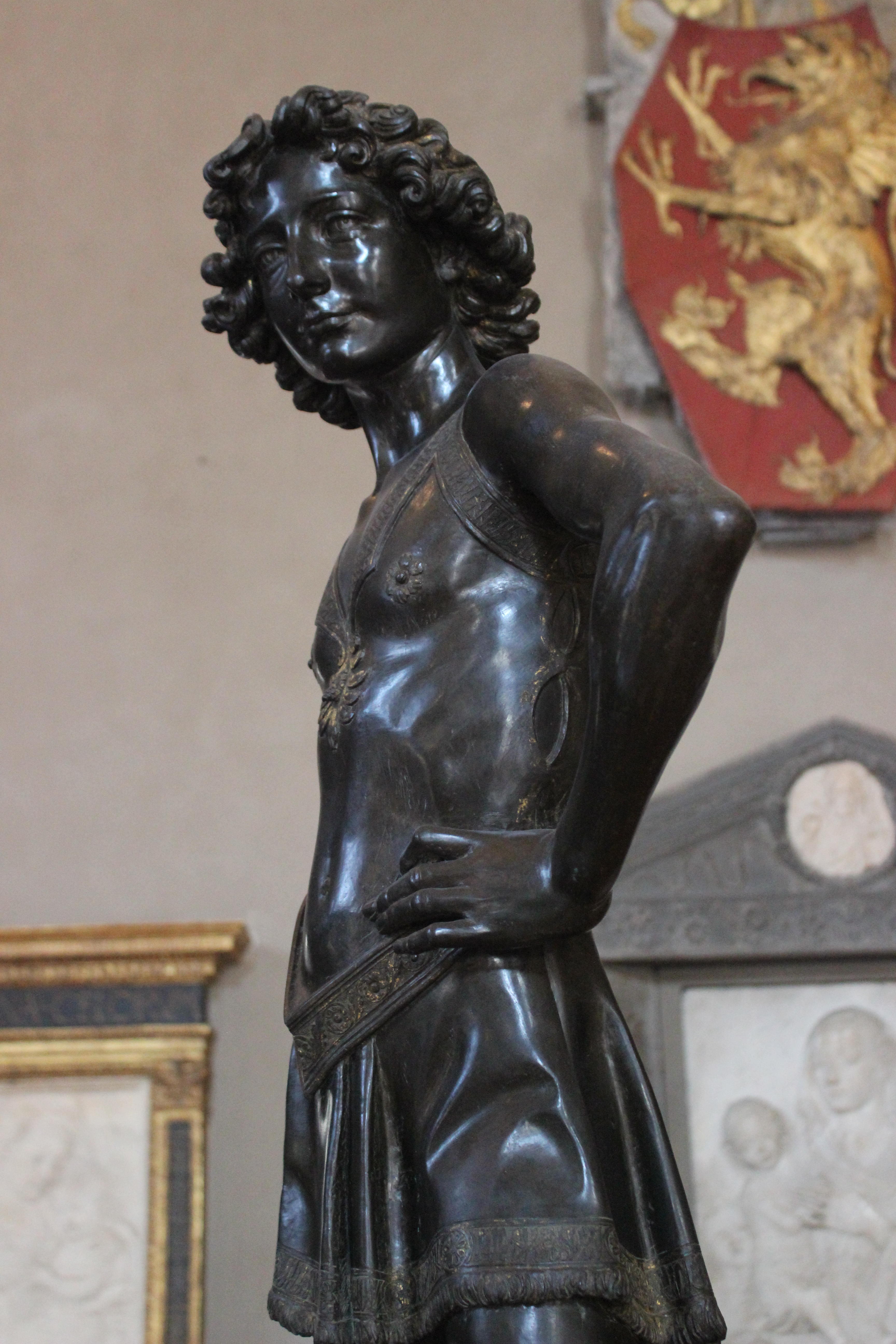
ヴェロッキオの彫刻『ダヴィデ像』1473年–1475年 バルジェロ美術館所蔵
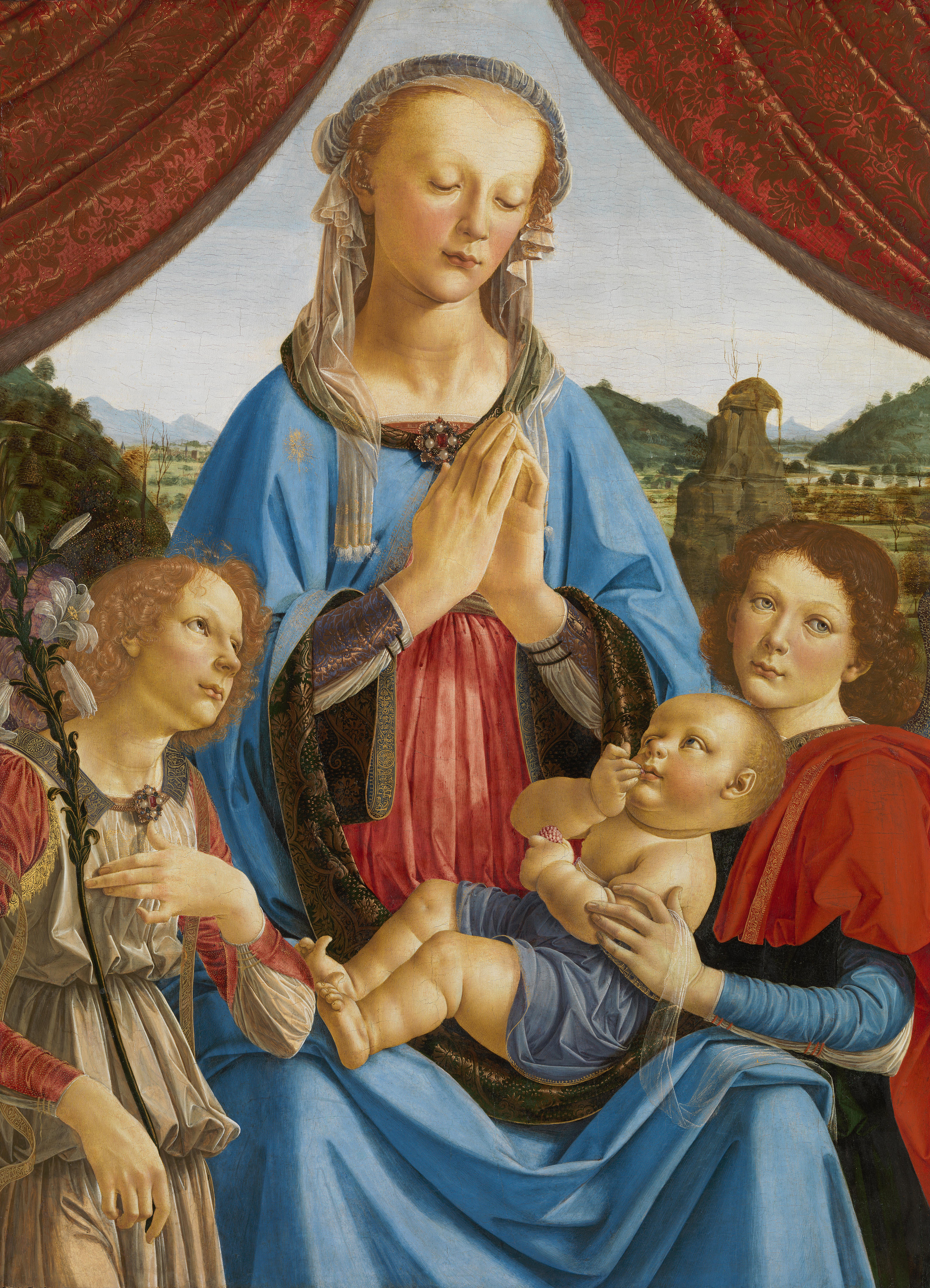
ヴェロッキオと助手（おそらくロレンツォ・ディ・クレディ）『聖母子と二人の天使』1476年-1478年ごろ ナショナル・ギャラリー所蔵
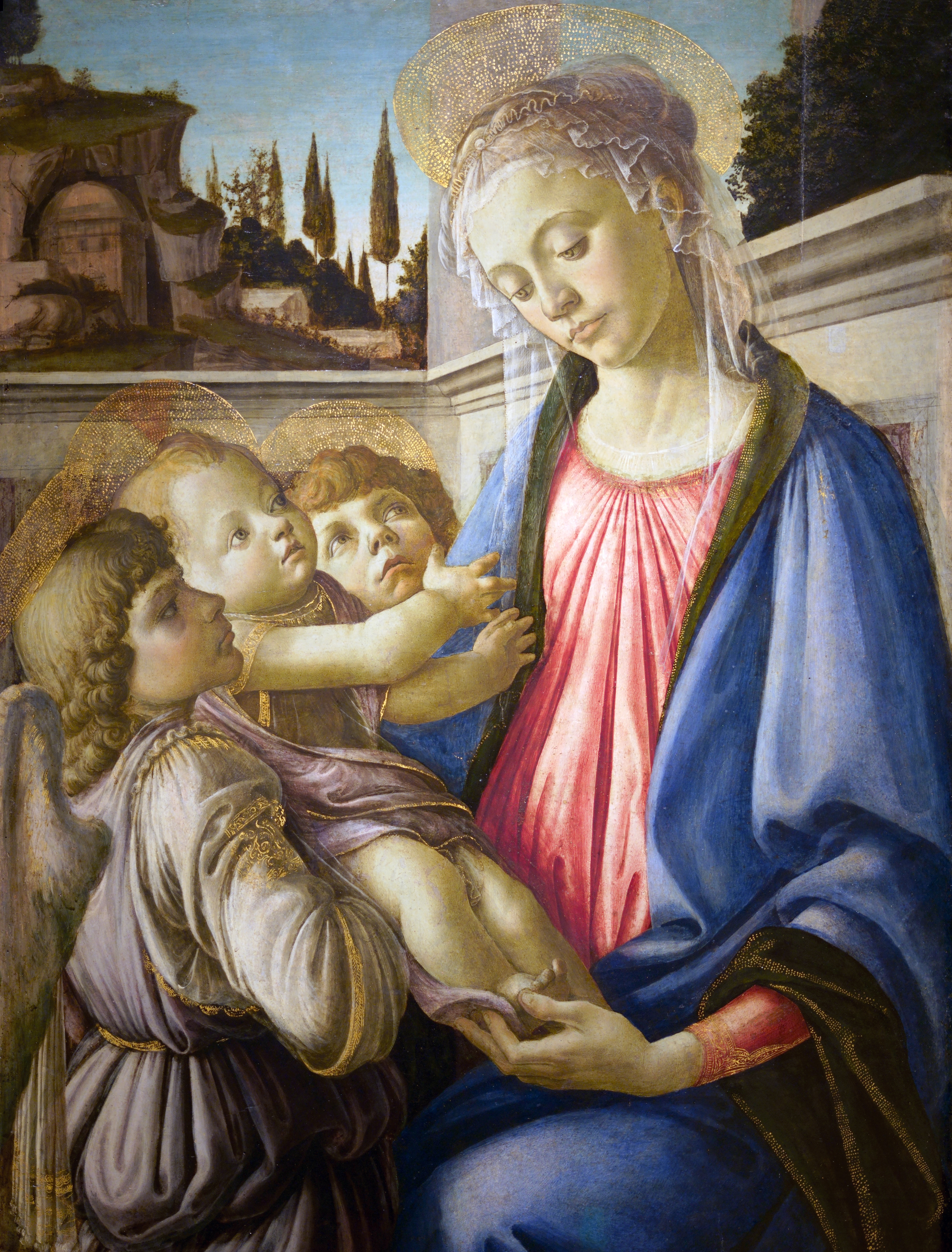
サンドロ・ボッティチェッリ『聖母子と二人の天使』1468年–1469年ごろ カポディモンテ美術館所蔵
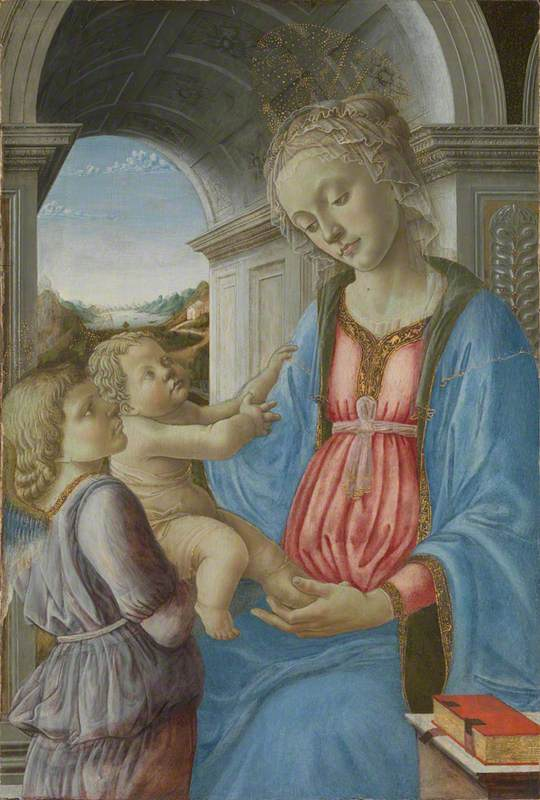
フィリッポ・リッピの模倣者『聖母子と天使』 1480年ごろ ナショナル・ギャラリー所蔵